# 锦州市 (中华民国)
锦州市是满洲国于1937年设置的市、錦州省省会。设立之初，辖区为今辽宁省锦州市主城区。
1945年8月日本投降、满洲国覆灭后，中共政权、國民政府先后占领该市，均沿用建制。1968年，撤销锦州专区，辖县划入锦州市。

## 历史沿革
1931年九一八事變后，锦县为满洲国地。1934年，从奉天省分置錦州省，锦县为省会。1937年，以锦县城区部分置锦州市，锦州市为省会。
1945年8月，日本投降。9月，國民政府公布东北划分九省的行政区划方案。原满洲国奉天省、锦州省合并为辽宁省。方案中，无锦州市。当时，八路军冀热辽军区分三路进军东北。冀热辽军区第十六军区于9月4日进驻锦州市。今太和区为时锦州市下辖的15区、16区、17区、18区、19区、21区。21区属锦州市政府。同年11月，国军进驻，國民政府重新控制锦州市。中共政权由城市退入农村后，在锦州市仍有活动:57—58。
1946年3月，國民政府领导的锦州市政府成立。国民政府设有十个区。其控制的有新民区、大岭区、西关区、小岭区、南山区、女儿河区、百股区。6月，国民政府公布新的东北划分为九省的行政区划方案。故称1946年6月，核准设置锦州市:172。
1947年，中国共产党在辽西地区取得军事优势。7月，在今葫芦岛市成立隶属中共冀察热辽分局十八地委的中共锦州市工作委员会，预备“锦州解放”、接管城市。
1948年9月辽沈战役开始后，锦州市成为国共双方争夺的焦点。锦州市区、民众损失严重，房屋普遍被战火损伤，道路受阻:57—58。中共锦州市工作委员会（地级）改组为中共锦州城市工作委员会（省级）。
10月15日，中国人民解放军取得锦州战役胜利，消灭了锦州市区的十万余国军守军。是谓“锦州解放”。14日夜，中共锦州城工委民运部副部长、市工委书记林肖硖即带领干部从城南进入锦州市。15日，中共锦州城工委书记胡锡奎、副书记李乐光，以及城工委宣传部长魏奇分别率部从城北进入锦州市。其后，冀察热辽分局党校、分局社会部、中共热东地委、联大等单位，274人陆续进城。城工委为解决干部不足问题，举办民运干部训练班，培训110人。中共锦州城工委和市工委进城后，立即成立锦州市军事管制委员会:57—58。城工委下辖的民运部即入城后的中共锦州市委的对外名称。
10月16日，成立锦州市人民政府，不久，成立市公安局。10月下旬，撤销中共锦州市工委，成立中共锦州市委。中共锦州城工委和锦州市委逐步安定当地局势:57—58。11月，中共锦州市工委将锦州市的十个区合并为六个城区，两个郊区。各区以数字命名，为第一区至第八区。12月末，成立中共辽西省委，胡锡奎任省委书记，中共锦州市工作委员会随之撤销。
1949年4月21日，中共政权组建新辽西省，锦州市为省会。1954年6月19日，辽西省与辽东省合并为新的辽宁省，省会为沈阳市。1955年，设锦州专区，驻地在锦州市。1956年7月，撤销百股、新民、女儿河三个区，设11个乡1个镇。1957年5月4日，锦州市设农村工作办事处，其辖区即今太和区。1962年，设立郊区。
1968年，二度撤销锦州专区，所辖七县划归锦州市。绥中县、兴城县后划归葫芦岛市。1983年1月1日，锦州市郊区划改名为太和区。

## 面积、人口
1947年，中華民國內政部编撰的《中華民國行政區域簡表》中，锦州市域面积约为114.80平方公里，人口155435人:172。